# Leptoplax coarctata
Leptoplax coarctata is een keverslakkensoort uit de familie van de Acanthochitonidae. De wetenschappelijke naam van de soort is voor het eerst geldig gepubliceerd in 1841 door Sowerby.